# Xã Cambria, Quận Blue Earth, Minnesota
Xã Cambria (tiếng Anh: Cambria Township) là một xã thuộc quận Blue Earth, tiểu bang Minnesota, Hoa Kỳ. Năm 2010, dân số của xã này là 260 người.